# Yo, sí puedo
Yo, sí puedo ( "Sim, eu posso") é um método educacional para alfabetização de adultos desenvolvido pela educadora cubana Leonela Relys. O método foi concebido, com um caráter internacionalista, podendo ser usado em diferentes realidades sociais e linguísticas - e não só na América Latina. Entre os anos de 2002 e 2009, foi empregado na alfabetização de aproximadamente 3,5 milhões de pessoas, em diversos países do mundo.
O método vai do conhecido - os números - para o desconhecido - as letras - e baseia-se na experiência  adquirida progressivamente. Além de um facilitador (professor), o sistema inclui recursos audiovisuais. O facilitador é o vínculo entre a aula audiovisual e o participante, desempenhando uma função importante na dimensão afetiva do iletrado, além de controlar todo o processo de aprendizagem, que se desenvolve em três etapas: treinamento, ensino de leitura e escrita e consolidação, seguindo três marcos: escutar e ver (ouvido e olhos), escutar e ler (ouvido e livro) e escutar e escrever (ouvido e lápis). 
O material docente se constitui de uma cartilha, um manual e 17 vídeos, que abrangem as 65 aulas. O tempo de duração da ação educativa é variável (de sete semanas, na sua forma intensiva, até três meses), pois o método é muito flexível.  Há algumas experiências em que o processo se concluiu em um mês, o que requer dedicação exclusiva.
O programa existe também no sistema Braille, além de ter sido adaptado para surdos e pessoas com deficiência intelectual leve.

## História
Yo, sí puedo tem origem no trabalho da educadora Leonela Relyz e de outros educadores cubanos, que realizaram  uma campanha de alfabetização através do rádio, no Haiti. 
O método nasceu em 28 de março de 2001, quando o governo de Cuba contratou Leonela para criar uma cartilha de alfabetização (com não mais que cinco páginas), combinando letras e números. Em um mês ela cumpriu a missão e começou a preparar a estratégia de difusão do método pela televisão. Em 2002, foram concluídos os primeiros scripts de aulas televisionadas. Em maio do mesmo ano as  palestras começaram a ser gravadas.

## Metodologia
O método  é dividido três estágios diferentes: 
- treinamento
- ensino da leitura e escrita
- consolidação

A identificação dos alunos e de suas necessidades, assim como um conhecimento amplo de suas idiossincrasias, é fundamental para o êxito do método. É importante considerar o aluno como ponto de partida, pois há diferentes níveis de conhecimento, e nem todas as pessoas são inteiramente analfabetas. Para isso se realiza uma classificação dos alunos em três tipos;
- Analfabetos puros, aqueles que não tiveram nenhuma relação com a educação formal (nunca foram à escola).

- Semi-analfabetos, aqueles que já foram à escola e sabem escrever  algumas letras ou palavras, ou esqueceram o que aprenderam, por desuso.

- Analfabetos especiais, são pessoas com necessidades educacionais especiais, tais como limitações físicas.

O projeto tem uma fase anterior de preparação e adequação ao local onde será executado e às características próprias da sociedade que vai receber o benefício. Isso é feito  no local, em conjunto com a organização executora. 
O material educativo é constituído de uma cartilha, de suma importância, e os vídeos. Com eles se seguem as classes e vai se desenvolvendo o processo de aprendizagem. 

### Etapas
As  65 aulas que completam o método distribuem-se em três etapas, sendo 10 aulas dedicados à primeira fase de treinamento; 42 à etapa de aprendizagem da leitura e da escrita, e 13 para a fase de consolidação da aprendizagem.
Na primeira etapa, realiza-se a preparação do aluno para um maior envolvimento na aprendizagem da leitura e da escrita. Para isso são dedicadas 10 aulas estruturadas em dois blocos, com cinco aulas cada um . O primeiro bloco é destinado ao desenvolvimento da expressão oral e capacidades psicomotoras, além de assegurar a representação gráfica dos números 0 a 30 (os números são geralmente conhecidos pela maior parte dos alunos). O segundo bloco trata do estudo das vogais.
A segunda etapa - aprendizagem da leitura e escrita - é a principal e compõe-se de 42 aulas divididas em dois grupos, um de 23 e outro de 19 aulas. O primeiro grupo de aulas é destinado ao aprendizado das letras e fonemas, sendo cada dia dedicado a uma determinada letra ou fonema.
O segundo grupo de aulas é destinado às dificuldades particulares de cada idioma. No caso da língua castelhana, por exemplo, são abordadas as combinações especiais, como o uso de rr, ch, ll ou os sons de "ce" "ci" ou "güe" e "güi". Os exercícios utilizados envolvem: a relação de um número (conhecido) com uma letra (desconhecida); o reconhecimento de uma figura simples e a sua relação com a palavra objeto de estudo; a apresentação de uma idéia ou oração (frase), na qual se deve determinar a palavra-chave, a qual, então, é dividida em sílabas para, enfim, serem  produzidas novas palavras e idéias. 
A terceira etapa destina-se a fixar os conhecimentos adquiridos na etapa anterior. Serve também para avaliar a realização dos objetivos. Compõe-se  de 13 aulas, das quais as duas últimas são reservadas a redação. As dificuldades de ortografia se resolvem através de um método lúdico, como se fosse um jogo. Nessa fase o aluno trabalha na identificação de imagens e na escrita do seu nome. Desenvolve uma escrita e leitura inteligentes, mesmo a nível elementar, construindo frases com sentido lógico. 
As aulas presenciais são estruturadas minuciosamente. Os primeiros minutos  (cerca de cinco) são dedicados a conversar sobre o dia a dia dos alunos, sobre as dificuldades encontradas na aprendizagem, visando motivá-los. Em seguida, a aula é dividida em dois períodos de 30 minutos, com 15 minutos de intercâmbio ativo e uma pausa de 10 minutos. Nos primeiros 30 minutos é exibido um vídeo que será comentado nos 15 minutos seguintes. Depois há uma pausa de 10 minutos, seguida de mais 30 minutos de aula e um novo período de análise e de intercâmbio de 15 minutos.
Eventualmente é possível completar as aulas aos sábados e domingos, para repassar e consolidar os conhecimentos adquiridos. É importante que  os participantes  estejam de acordo com essas sessões complementares. Não se deve avançar se o que foi aprendido não estiver devidamente consolidado. O facilitador (professor) deve preparar a aula com antecedência, relacionando a aula presencial com o vídeo.
Uma vez que a ação é concluída, é oferecido aos alunos um mês de aperfeiçoamento da alfabetização, já sem o apoio de material audiovisual.
Um outro programa complementa Yo, sí puedo, permitindo que os alfabetizados concluam o ensino fundamental. Este programa é o Yo, sí puedo seguir ("Sim, eu posso seguir").

#### Associação entre números e letras
A associação entre números e letras que tem sido feita é a seguinte:
- a está associado ao numero 1.
- e  está associado ao número 2.
- i está associado ao número 3.
- o é associado ao número 4.
- u é associado ao número 5.
- l é associado ao número 6.
- r (suave e forte) está associado ao número 7.
- f está associado ao número 8.
- m está associado ao número 9.
- m está associado ao número 10.
- p está associado ao número 11.
- t está associada ao número 12.
- v está associado ao número 13.
- s está associada ao número 14.
- n é associado ao número 15.
- rr (por uma questão de metodologia), está associado ao número 16.
- q é associado ao número 17.
- y tem sido associado ao número 18.
- d está associado ao número 19.
- b está associada ao número 20.
- h está associado ao número 21.
- ñ tem sido associado ao número 22.
- ch tem sido associado ao número 23.
- j é associado ao número 24.
- x está associada ao número 25.
- ll está associado ao número 26.
- z está associado ao número 27.
- g está associado ao número 28.
- k está associada ao número 29.
- w tem sido associado ao número 30.

### Material
Os materiais didáticos são os vídeos e a cartilha, havendo uma relação direta entre eles. Os vídeos são usados nos primeiros 30 minutos de aula, e a cartilha na segunda parte da aula. A cartilha segue o mesmo formato em todas as suas páginas. A diretriz que se segue é baseada no vínculo entre o conhecido (os números) e o desconhecido (as letras). Para isto associa-se cada letra a um número, sendo que a cada letra é dedicada uma aula.
A última parte da cartilha se destina a combinações de três letras ou mais, que necessitam de tratamento especial. Os espaços marcados com um lápis devem ser preenchidos pelos alunos. No centro da cartilha há um espaço destinado ao resumo do conteúdo estudado (as letras ou fonemas) para que sirva de ajuda ao estudante na execução dos exercícios propostos.

## Resultados e perspectivas

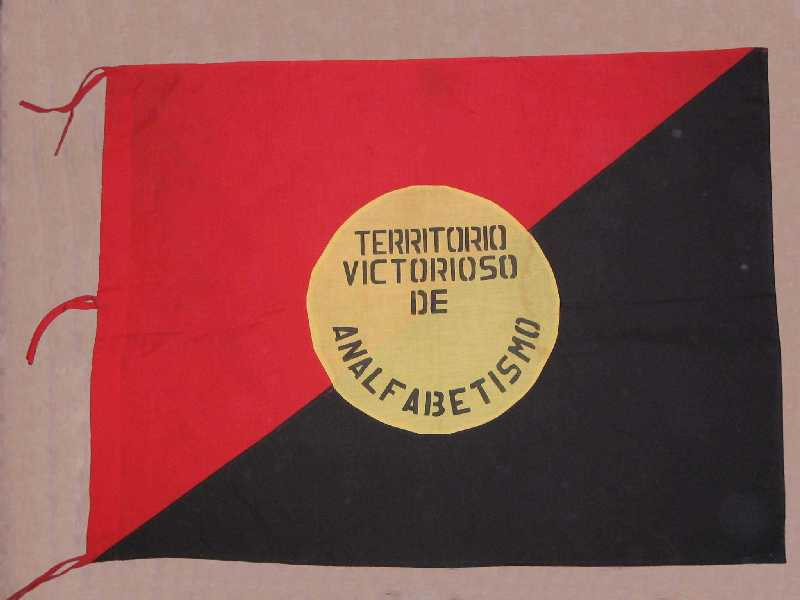
Bandeira utilizada na Cruzada Nacional de Alfabetização na Nicarágua para assinalar os lugares onde se eliminou o analfabetismo.

O programa Yo, sí puedo já foi aplicado com sucesso em mais de 30 países, dentre os quais Argentina, Venezuela, México, Equador, Bolívia, Nicarágua e Colômbia, e o método permitiu que mais de 3,5 milhões de pessoas fossem alfabetizados. Em muitos países, foi usado por organizações religiosas e ONG's. A aplicação desse sistema, que alfabetiza uma pessoa em sete semanas, possibilitaria erradicar o analfabetismo utilizando-se apenas 1/3 dos recursos alocados pela Unesco para esta finalidade. 
Na  Venezuela, onde houve vontade política e recursos financeiros, além de uma ativa e entusiástica participação dos beneficiários, foi possível alfabetizar um milhão de pessoas em cinco meses e 27 dias, em 34 idiomas, falados pelos vários grupos étnicos do país. Com isso, a Venezuela foi declarada território livre do analfabetismo. Além disso, todos os que desejaram foram incentivados a continuar seus estudos. Até mesmo pessoas com mais de 100 anos foram alfabetizadas através deste método. Uma deles disse: 
"Tive que esperar 102 anos para escrever o meu nome. Agora posso morrer em paz."
No México, o sistema tem sido usado, com bons resultados, nos estados de Michoacán, Oaxaca, Veracruz e Nayarit. Neste caso, as gravações dos vídeos são feitas por atores mexicanos e incluem variações típicas do espanhol falado no país.
Na África, o método é usado em Nigéria, Guiné-Bissau, Moçambique e África do Sul. Para isso são feitas as modificações necessárias para adaptá-lo às línguas dos países, bem como às suas condições históricas, geográficas e sociais.
O sistema também está sendo usada na Nova Zelândia e em Sevilha como uma primeira experiência do programa na Europa, onde estima-se que existam pelo menos 35 mil analfabetos.

## Prêmio
Em 2006, o Instituto Pedagógico Latinoamericano y Caribeño (IPLAC) de Cuba recebeu o Prêmio de Alfabetização Rei Sejong, concedido pela UNESCO, pela promoção do sistema de alfabetização Yo, sí puedo, aplicado com êxito em três continentes. 